# Mother Earth Tour
Mother Earth Tour este primul album în concert al formației olandeze de metal simfonic/gotic Within Temptation, lansat pe parcursul anului 2003 atât în format CD și DVD.

## Ordinea pieselor pe disc

### DVD

#### Primul disc
Live din concerte
1. Deceiver of Fools (Lowlands 2002) (Mother Earth)
2. Caged (Lowlands 2002) (Mother Earth)
3. Mother Earth (Pukkelpop) (Mother Earth)
4. Enter (Pukkelpop) (Enter)
5. Our Farewell (Lowlands 2002) (Mother Earth)
6. The Dance (Lowlands 2002) (The Dance)
7. The Promise (Rock Werchter) (Mother Earth)
8. Dark Wings (Rock Werchter) (Mother Earth)
9. Restless (Lowlands 2002) (Enter)
10. Deep Within (Lowlands 2002) (Enter)
11. Never Ending Story (Lowlands 2002) (Mother Earth)
12. Ice Queen (Lowlands 2002, Pukkelpop, Rock Werchter) (Mother Earth)

Videoclipuri
1. The Dance
2. Ice Queen
3. Mother Earth

#### Backstage
« Filmări din spatele scenei, înregistrate pe parcursul turneului Mother Earth.».

#### The Making of
1. The Mother Earth album and the cover
2. The Mother Earth music video

#### Impressions & Interviews
1. TV West Westpop interview
2. Isabelle & Stenders Vroeg 3FM
3. 2 MXL Ice Queen acoustic
4. TMF Awards
5. Rock Werchter Veronica special
6. FaceCulture interview
7. Interview at Lowlands
8. Photo Gallery

#### Extra
1. Broerenkerk Zwolle
2. Ice Queen multi angle version

### CD
1. Deceiver of Fools
2. Caged
3. Mother Earth
4. Enter
5. Our Farewell – feat. Ghea Gijsbergen
6. The Dance
7. The Promise
8. Dark Wings
9. Restless
10. Deep Within – feat. George Oosthoek
11. Never Ending Story
12. Ice Queen